# Автомагистраль А1 (Северная Македония)
Автомагистраль А1 (макед. Автопат А1) — автомагистраль в Северной Македонии, которая является частью евромаршрута E 75 и Панъевропейского коридора X (в прошлом формально входила в автомагистраль «Братство — единство»). Протяжённость магистрали составляет 178,4 км, она начинается в Куманово на сербской границе и заканчивается у Гевгелии на греческой границе. Является ключевой для транспортной системы Северной Македонии. В настоящее время идёт её реконструкция, ориентировочные сроки завершения — 2017 год.

## Маршрут
Автомагистраль начинается сразу у пограничного КПП на северомакедонско-сербской границе у Куманово и Табановце и продолжается уже как автотрасса первого класса: через 40 км дорога состыкуется в аэропорту Скопье с автомагистралью А2. На протяжении 30 км между аэропортом Скопье и Велесом дорога разделяется на несколько, и это разделение длится в течение нескольких километров. Заканчивается автомагистраль у Гевгелии, на границе с Грецией, где уже соединяется с греческой системой автомагистралей.

## Строительство
Строительство дороги нового образца было одобрено в 2007 году после подписания между Сербией и Грецией соглашения о строительстве автомагистрали Белград — Салоники, проходящей по территории Республики Македонии. 8 сентября 2011 года началось строительство участка протяжённостью 7,4 км и стоимостью 15,5 млн. евро. Недостроенным является четырёхполосный участок дороги от Демир-Капии до Смоковицы протяжённостью 28,8 км. Во время строительства был полностью переделан южный участок дороги от Скопье до Велеса, ранее представлявший собой неровную дорогу с односторонним движением.
| Пункт | км  | Участок                                           | Тип дороги | Статус         |
| ----- | --- | ------------------------------------------------- | ---------- | -------------- |
|       | 0   | Пограничный КПП Прешево — Табановце, Ниш, Белград |            | В эксплуатации |
|       | 4   | Табановце                                         |            | В эксплуатации |
|       | 11  | , Крива-Паланка, E 871                            |            | В эксплуатации |
|       | 14  | Куманово                                          |            | В эксплуатации |
|       |     | Платный участок — Романовце                       |            | В эксплуатации |
|       | 31  | Буйковци                                          |            | В эксплуатации |
|       | 32  | , Скопье                                          |            | В эксплуатации |
|       | 34  | Скопье                                            |            | В эксплуатации |
|       | 37  | , Скопье                                          |            | В эксплуатации |
|       | 45  | Катланово                                         |            | В эксплуатации |
|       |     | Платная система дорог — Отовица                   |            | В эксплуатации |
|       | 59  | Отовица                                           |            | В эксплуатации |
|       |     | Толсистема - Сопот                                |            | В эксплуатации |
|       | 62  | Новачани                                          |            | В эксплуатации |
|       | 65  | Башино-Село                                       |            | В эксплуатации |
|       | 67  | Велес                                             |            | В эксплуатации |
|       | 72  | Долно-Каласлари                                   |            | В эксплуатации |
|       | 73  | Кочилари                                          |            | В эксплуатации |
|       |     | Платная система дорог                             |            | В эксплуатации |
|       | 95  | Градско                                           |            | В эксплуатации |
|       | 109 | Неготино                                          |            | В эксплуатации |
|       | 122 | Демир-Капия                                       |            | В эксплуатации |
|       |     | Платная система дорог — Демир-Капия               |            | Строится       |
|       | 124 |                                                   |            | Строится       |
|       | 145 | Демир-Капия                                       |            | Строится       |
|       |     | Удово                                             |            | Строится       |
|       | 151 | Смоквица                                          |            | В эксплуатации |
|       | 168 | Гевгелия                                          |            | В эксплуатации |
|       | 178 | Пограничный КПП Богородица; Салоники, Афины       |            | В эксплуатации |

## Галерея

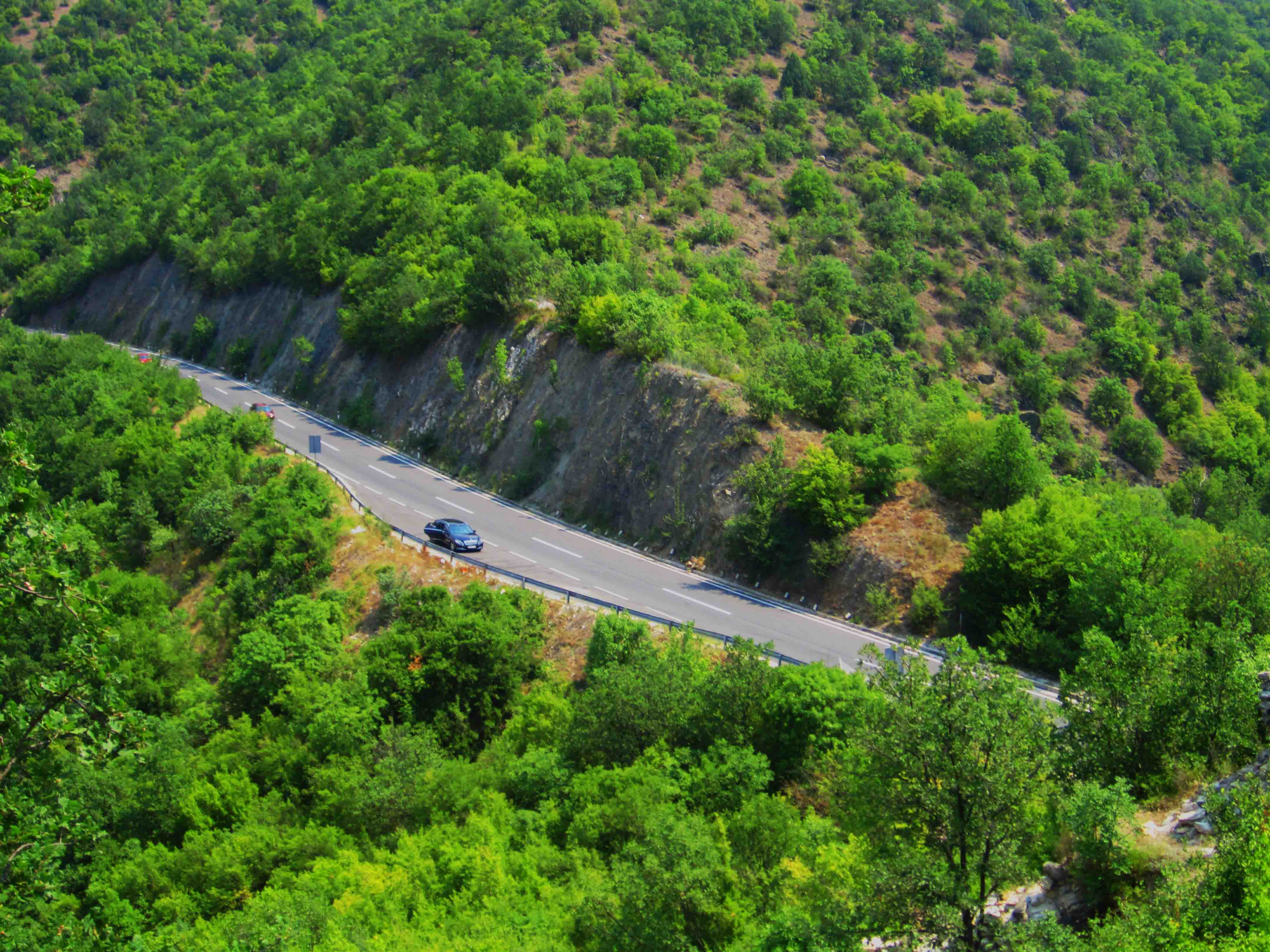
Вид из крепости Кастелот на дорогу Скопье — Велес
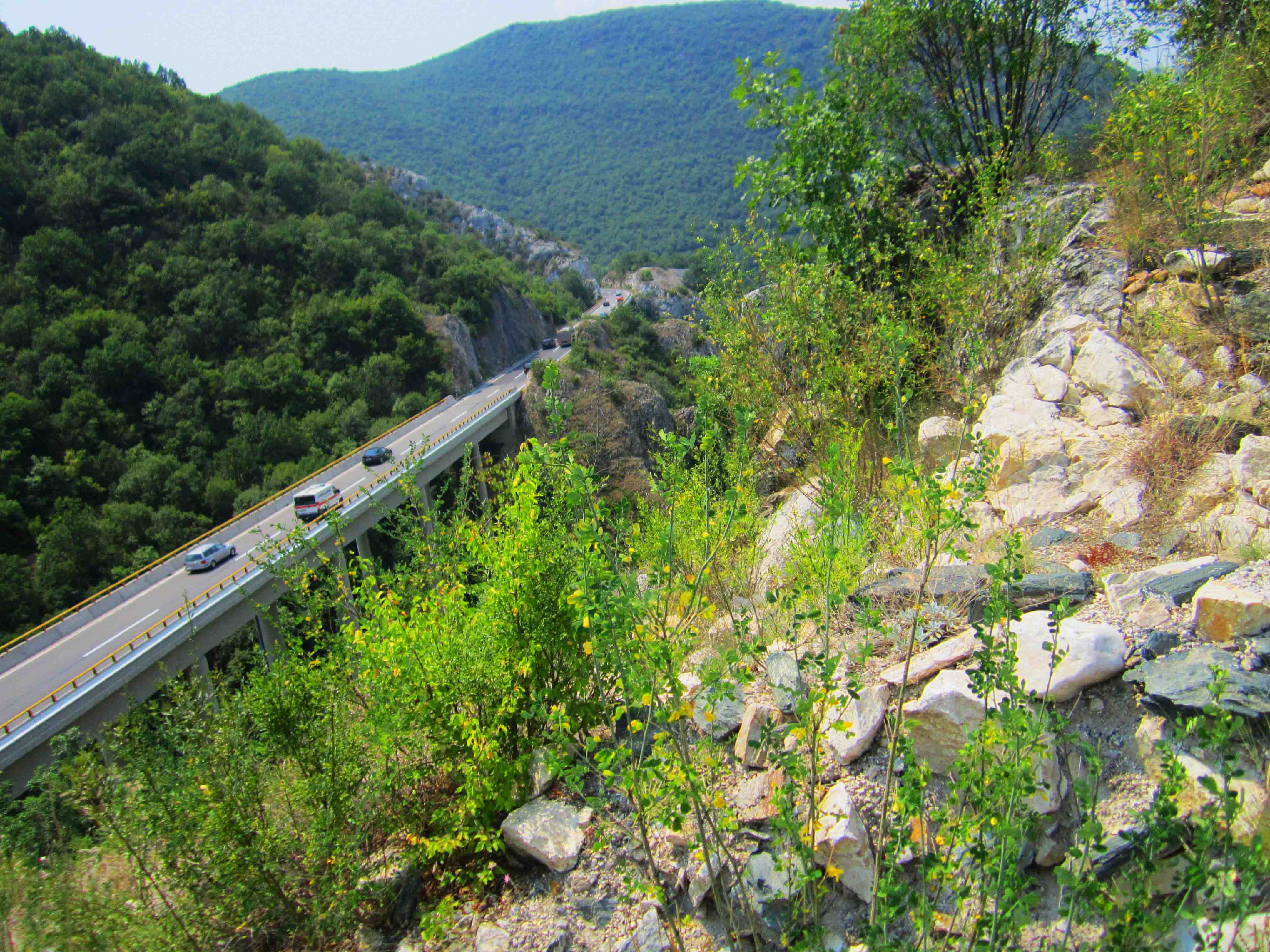
Вид из крепости Кастелот на мост на дороге Скопье — Велес
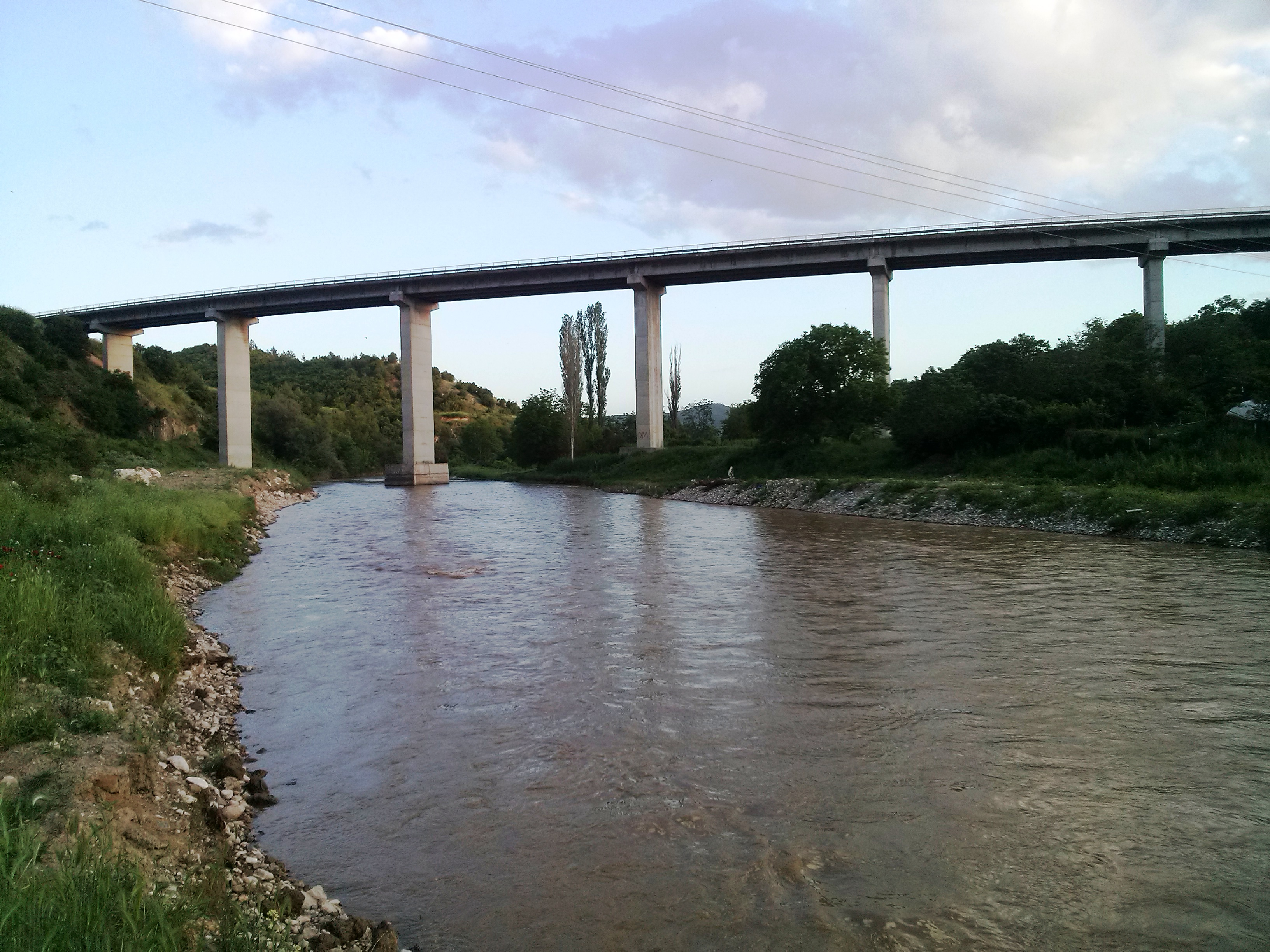
Мост над рекой Вардар
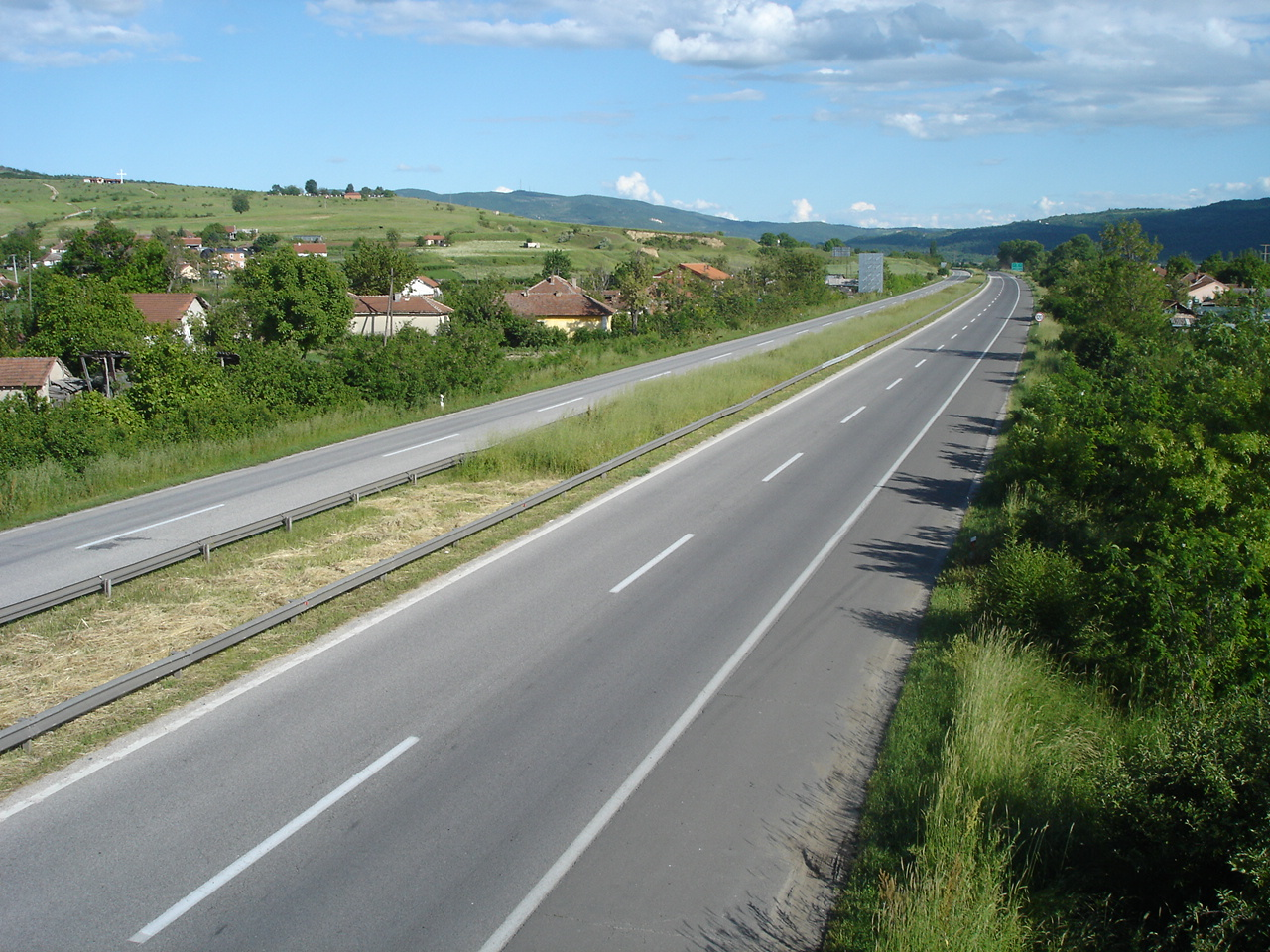
Разделительная полоса на участке Скопье — Велес
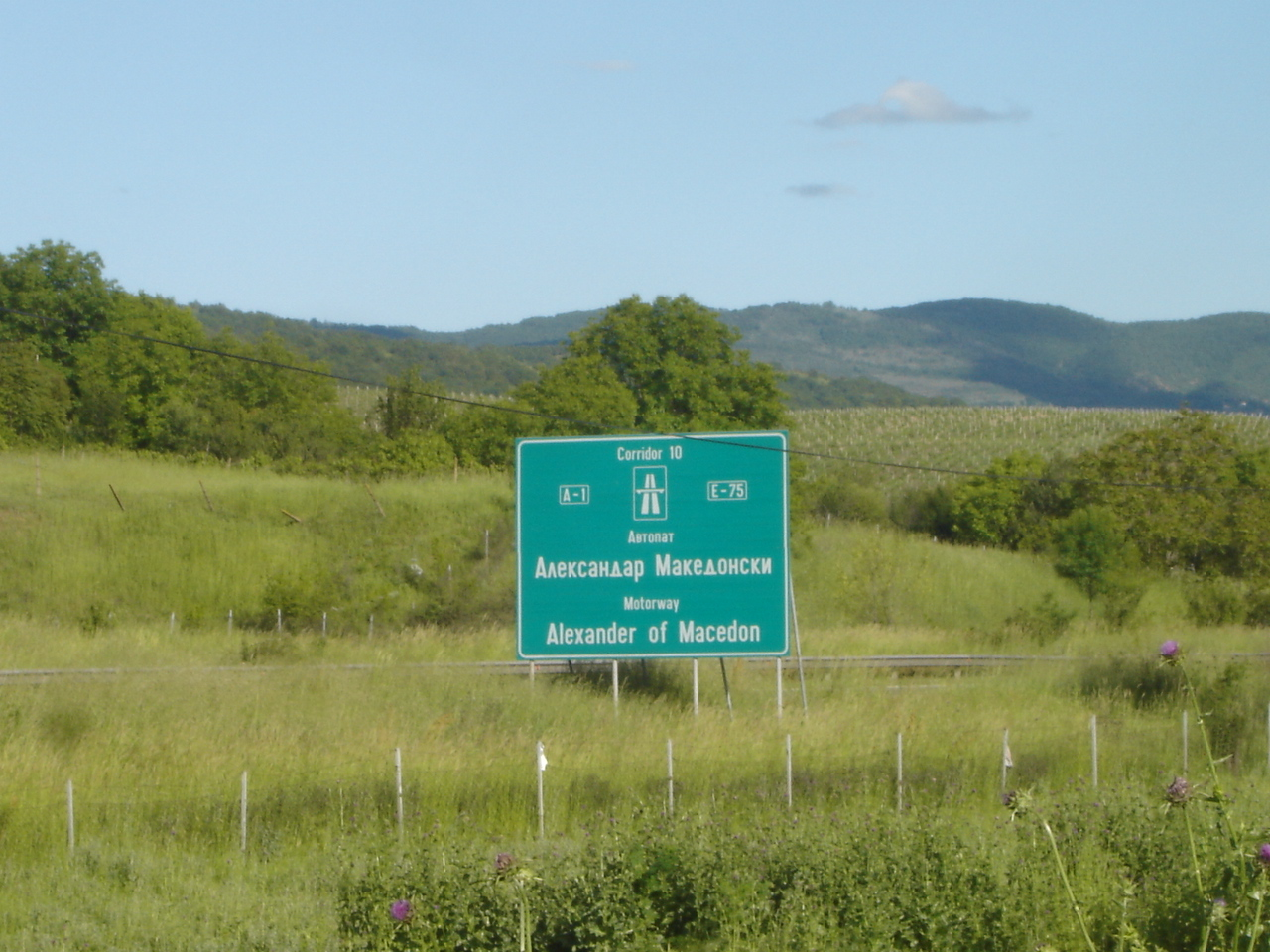
Информационный указатель
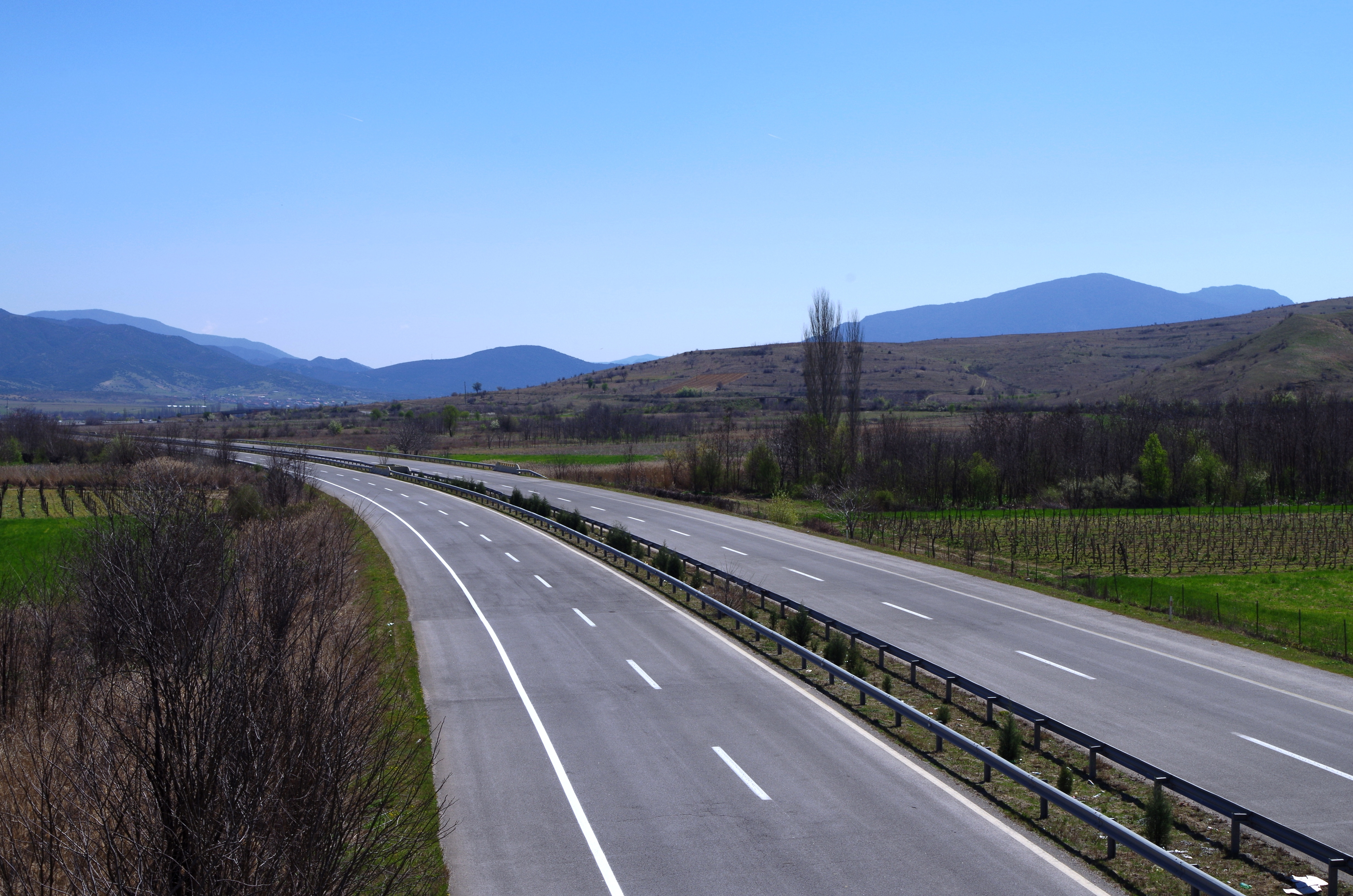
Участок Неготино — Демир-Капия
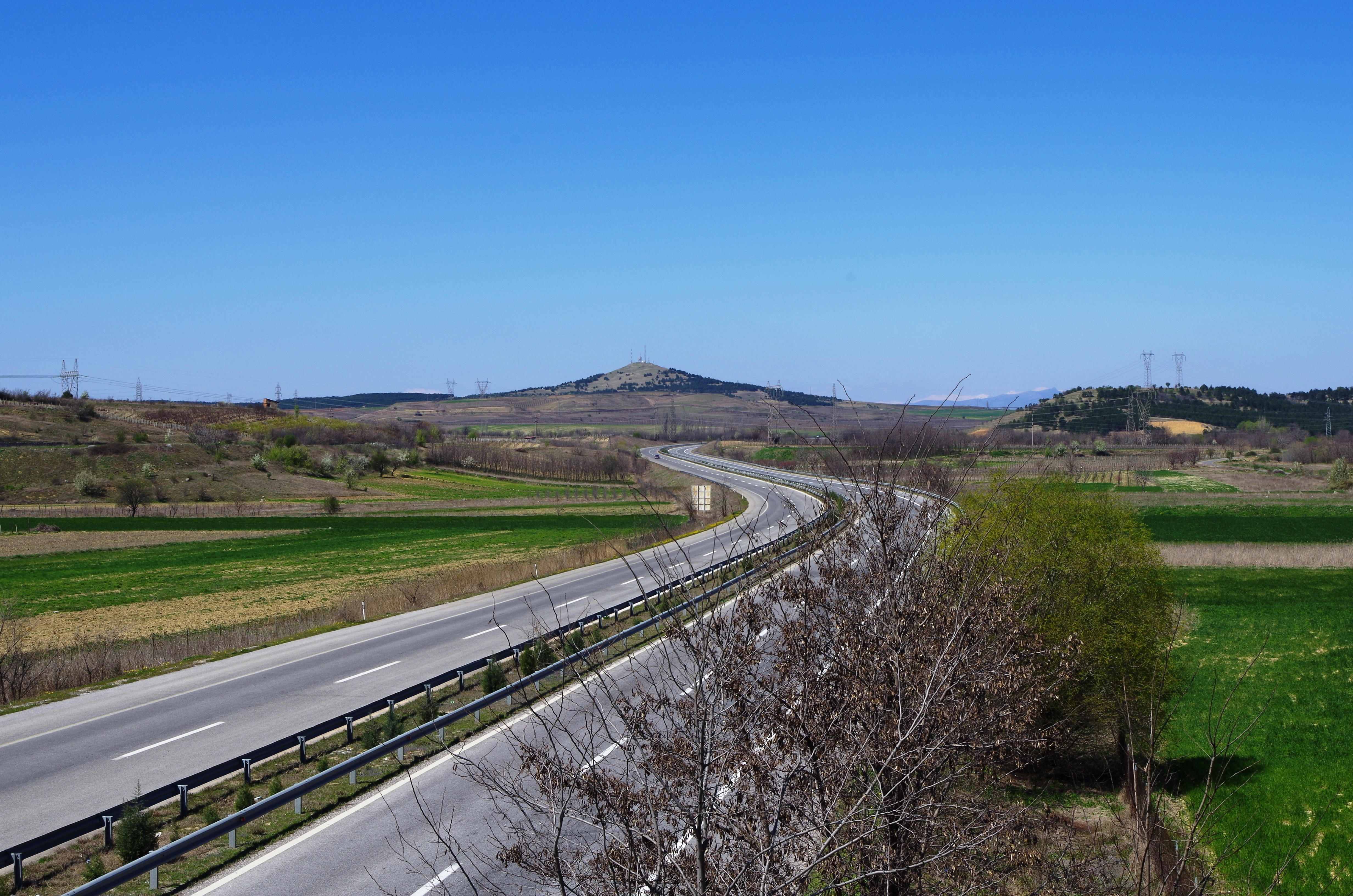
Участок Неготино — Демир-Капия
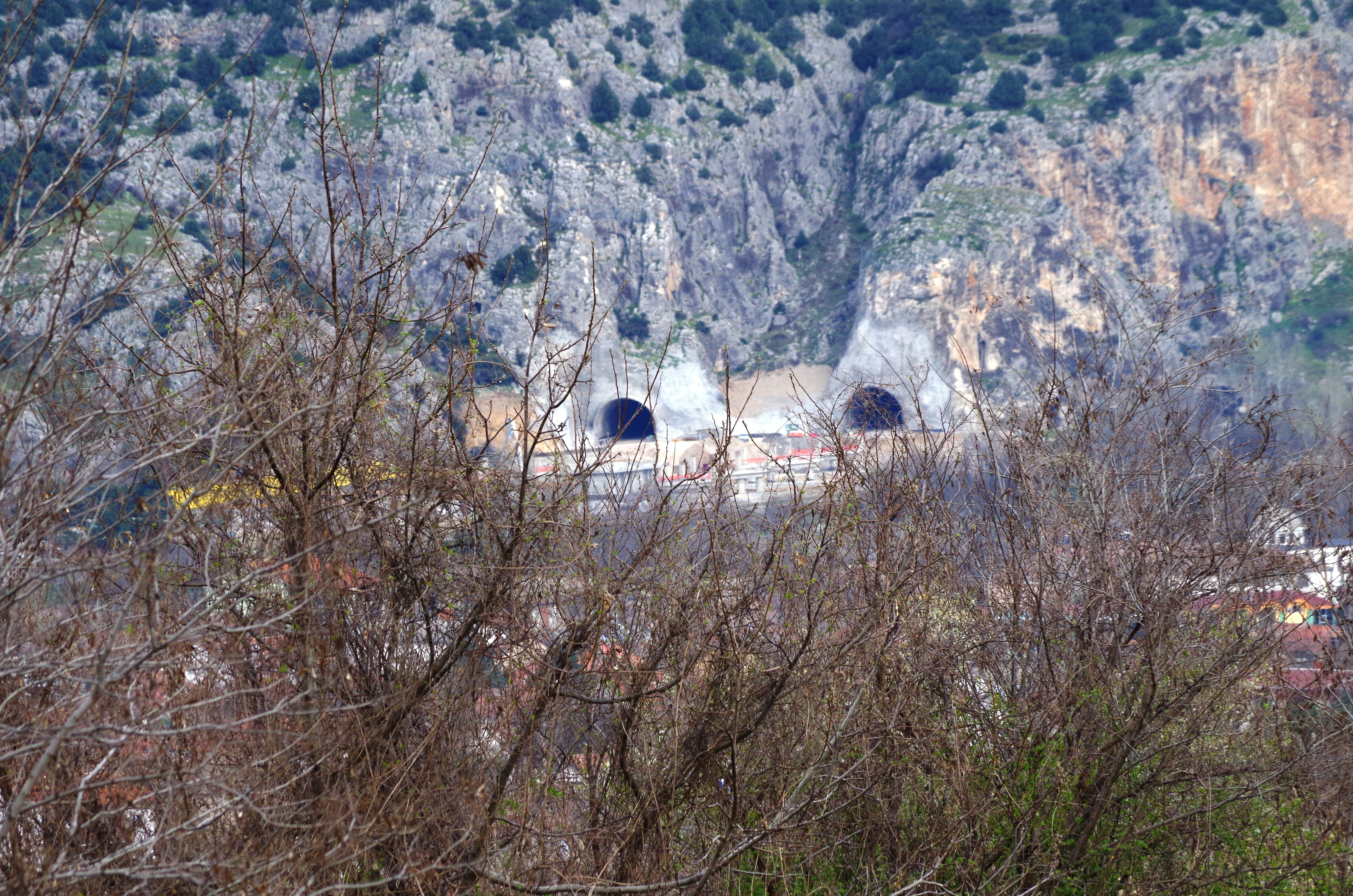
Тоннели